# 星科あけみ
星科あけみ（ほしな　あけみ）は、LIVEOFIS所属のオリジナルライバーである。
キャッチコピーは「声優志望 2.5次元コスプレイヤー」。相性は「ホケミ」。

## 人物
2025年9月にIRIAMで配信デビュー予定。